# Albert Fürst (Künstler)
Albert Fürst (* 20. April 1920 in Homburg; † 12. Januar 2014 in Düsseldorf) war ein deutscher Künstler. Er gilt als ein früher Vertreter der bundesdeutschen Informellen Kunst.

## Leben
Nach dem Abitur studierte Fürst in den Jahren 1939–1940  klassische Malerei bei Franz Doll und Martin Paatz., wurde aber schon bald in die Wehrmacht einberufen. 
Albert Fürst kam in amerikanischer Kriegsgefangenschaft und verlegte sich auf Landschaftsaquarelle. 1946 konnte er sein Studium bei Wilhelm Schmurr und Heinrich Kamps fortsetzen. Ein Wechsel an die Werkkunstschule Köln  ergänzte er für ein Jahr in Paris und geriet dabei zum ersten Mal mit Bildern von Wols in Kontakt, um dann ein Staatsexamen in Köln zu machen.
Ab 1953 arbeitete Albert Fürst als Kunsterzieher im Schuldienst, u. a. in den 1960er Jahren im Schloß-Gymnasium Benrath und danach am Gymnasium Koblenzer Straße in Düsseldorf. In den Jahren 1956/57 war er Vorsitzender der Gruppe 53, was seinen künstlerischen Horizont enorm erweiterte und größere Ausstellungen in Düsseldorf, Aachen, Mannheim und Eindhoven bescherte. In den späten sechziger Jahren war er für die „Rheinische Panto Mini Oper“ auch als Sänger, Schauspieler und Regisseur tätig. 1975 übernahm der Vielbeschäftigte die Leitung des Düsseldorfer Künstlervereins Malkasten und erreichte bereits zwei Jahre später die offizielle Öffnung des Vereins für Frauen. Ab 1982 konnte er sich nach der Entlassung aus dem Lehrerkollegium ganz seiner eigenen Kunst widmen.
Albert Fürst lebte und arbeitete in Düsseldorf. 